# Biblioteca Estadual e Universitária da Baixa Saxônia

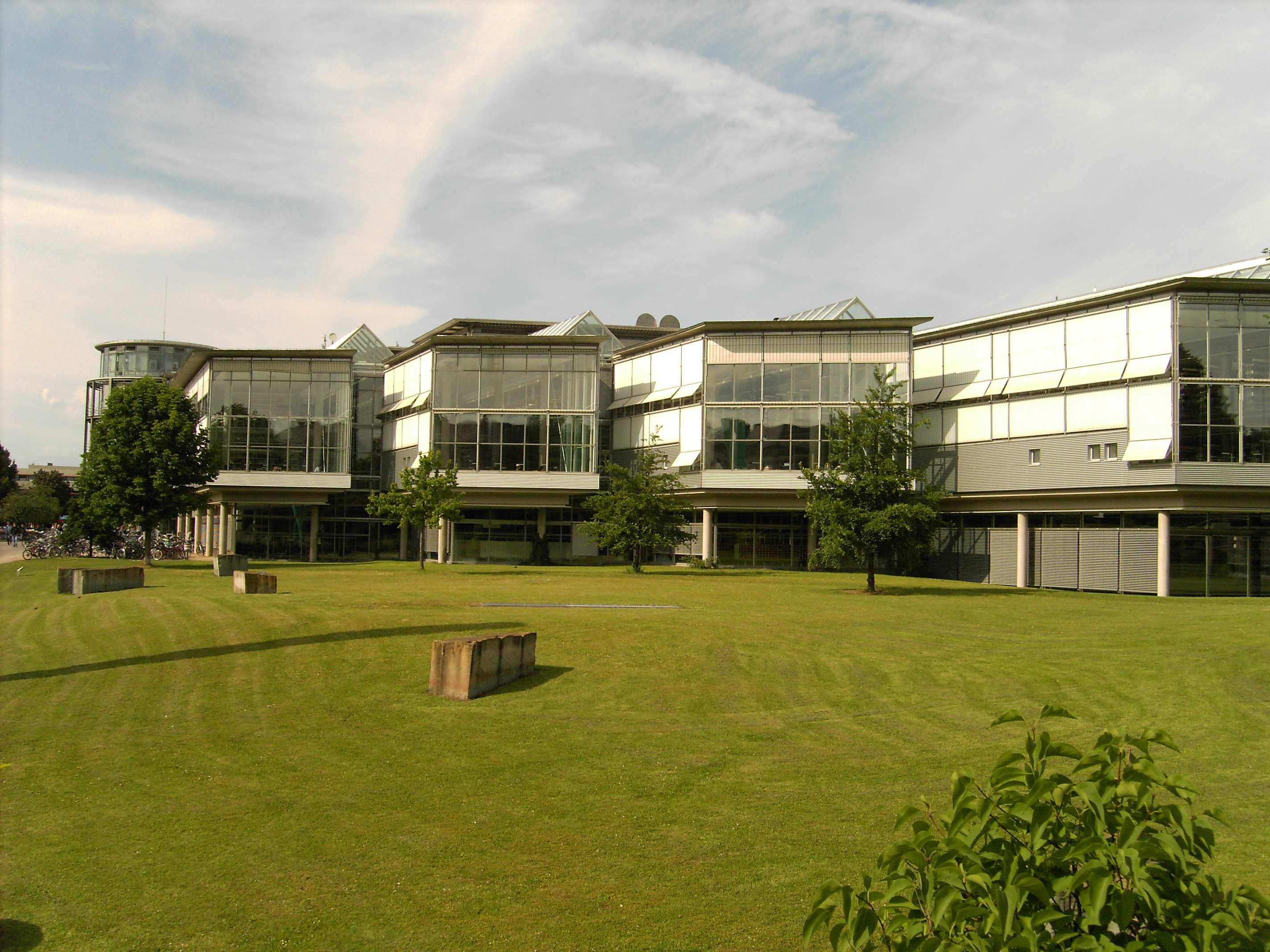
SUB Gotinga (novo)

A Biblioteca Estadual e Universitária de Gotinga ou Biblioteca Estadual e Universitária da Baixa Saxônia em Gotinga (em alemão Niedersächsische Staats- und Universitätsbibliothek Göttingen - SUB Gotinga) é a biblioteca da Universidade de Gotinga bem como a biblioteca central do estado alemão da Baixa Saxônia e biblioteca da Academia de Ciências de Gotinga. Nela está localizada a o Göttinger Digitalisierungszentrum (Centro de Retrodigitalização de Göttinger).
Sendo uma das maiores bibliotecas na Alemanha, a Goettingen SUB abriga em torno de 4 milhões e meio de livros, além de mais de 13 mil holografias e outros manuscritos e 350 Nachlässe. A biblioteca trabalha sob um sistema disperso sob diversos ramos, compostos por várias bibliotecas localizadas nos departamentos acadêmicos, suplementando a coleção central localizada na nova biblioteca construída (construção completada em 1992) no campus principal e a biblioteca histórica construída no centro da cidade. A biblioteca é responsável por algumas das coleções especiais (Sondersammelgebiete) do sistema nacional de bibliotecas alemãs. O prédio da biblioteca histórica guarda manuscritos, livros raros e uma coleção significante da história da ciência. 

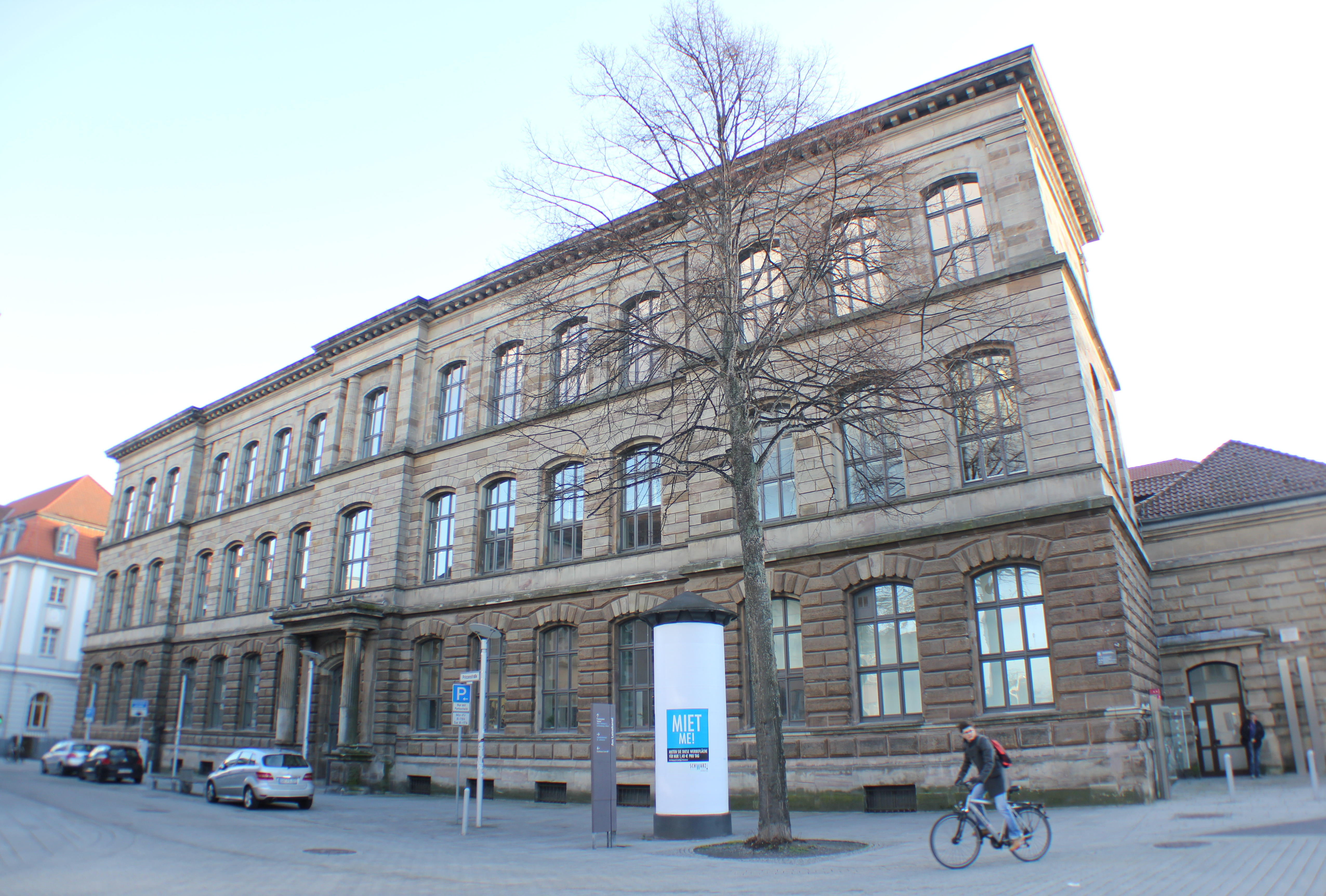
SUB Gotinga (Velho)

Em 2002, a Gotinga SUB ganhou o prêmio de Biblioteca Alemã do Ano (Bibliothek des Jahres).